# 月岡利明
月岡 利明（つきおか としあき、1971年11月14日 - ）は、宮崎県出身 の元サッカー選手(DF)、指導者(JFA 公認A級コーチ)。

## 来歴
宮崎県立宮崎工業高等学校卒業。1990年、マツダSC(のちのサンフレッチェ広島)に入団。同期に片野坂知宏、吉本祐一、永田隆二ら。トップチームに登録されず、2軍であるマツダSC東洋でプレーした。1992年にはサンフレッチェ広島の選手としてJリーグカップに選手登録されている。
Jリーグ開幕後はサンフレッチェ広島とプロ契約を結ばず引退し、下部組織コーチとして活躍。槙野智章、森重真人、左山晋平、平繁龍一らはジュニアユース監督時代の教え子。当時FWだった槙野と森重をDF・MFにそれぞれコンバートしたのは月岡である。2001年からは広島のユース専門スカウトとして活動していた。
また、2006年6月からはスカウト業務のかたわら、比治山大学サッカー部監督も務め、2007年シーズンは過去最高順位のリーグ戦4位で天皇杯大学予選の出場権獲得。
2010年3月、将来のＪリーグ参入を目指すレノファ山口の監督に就任。同年度、中国サッカーリーグでは優勝 するも同年度の全国地域決勝大会ではグループリーグで敗退し日本フットボールリーグ（JFL）昇格はならず。翌2011年は中国リーグで2位となり同年度の全国地域決勝大会に出場ならず、さらに同年度の全社も中国予選で敗退し、JFL昇格はならなかった。同年末を持って監督を退任する。
その後、東広島市のいくつかの若年層年代のコーチとして活動し、2013年よりBurilo東広島FC監督を務めている。

## 個人成績
| 国内大会個人成績 | 国内大会個人成績 | 国内大会個人成績 | 国内大会個人成績 | 国内大会個人成績 | 国内大会個人成績 | 国内大会個人成績 | 国内大会個人成績 | 国内大会個人成績 | 国内大会個人成績 | 国内大会個人成績 | 国内大会個人成績 |
| 年度             | クラブ           | 背番号           | リーグ           | リーグ戦         | リーグ戦         | リーグ杯         | リーグ杯         | オープン杯       | オープン杯       | 期間通算         | 期間通算         |
| 年度             | クラブ           | 背番号           | リーグ           | 出場             | 得点             | 出場             | 得点             | 出場             | 得点             | 出場             | 得点             |
| 日本             | 日本             | 日本             | 日本             | リーグ戦         | リーグ戦         | JSL杯/ナビスコ杯 | JSL杯/ナビスコ杯 | 天皇杯           | 天皇杯           | 期間通算         | 期間通算         |
| ---------------- | ---------------- | ---------------- | ---------------- | ---------------- | ---------------- | ---------------- | ---------------- | ---------------- | ---------------- | ---------------- | ---------------- |
| 1990             | マツダSC東洋     |                  | 中国             |                  |                  |                  |                  |                  |                  |                  |                  |
| 1991             | マツダSC東洋     |                  | 中国             |                  |                  |                  |                  |                  |                  |                  |                  |
| 1992             | 広島             | -                | J                | -                | -                | 0                | 0                | 0                | 0                | 0                | 0                |
| 通算             | 日本             | 日本             | J                | 0                | 0                | 0                | 0                | 0                | 0                | 0                | 0                |
| 通算             | 日本             | 日本             | 中国             |                  |                  |                  |                  |                  |                  |                  |                  |
| 総通算           |                  |                  |                  |                  |                  |                  |                  |                  |                  |                  |                  |

## 監督成績
| 年度 | チーム       | 所属 | 試合数 | 勝点 | 勝利 | 引分 | 敗戦 | 順位 | ナビスコ杯 | 天皇杯    |
| ---- | ------------ | ---- | ------ | ---- | ---- | ---- | ---- | ---- | ---------- | --------- |
| 2010 | レノファ山口 | 中国 | 18     | 43   | 14   | 1    | 3    | 優勝 | -          | 2回戦敗退 |
| 2011 | レノファ山口 | 中国 | 18     | 41   | 13   | 2    | 3    | 2位  | -          | 1回戦敗退 |